# Плістоанакт
Плістоанакт (дав.-гр. Πλειστώναξ, «найвеличніший вождь»; близько 470 до н. е., Спарта — 408 до н. е., там же) — спартанський цар з династії Агіадів.

## Біографія
Батько Плістоанакта, Павсаній, племінник Леоніда I, деякий час був регентом малолітнього царя Плістарха, але потрапив в опалу через підозри про змову з перським царем Ксерксом. По смерті бездітного Плістарха у 458 році до н. е. Плістоанакта офіційно визнали царем. Перший час його регентом був дядько Нікомед, брат Павсанія.

### Мала Пелопоннеська війна
Плістоанакт узяв участь у так званій  Малій Пелопоннеської війні проти Афін. На чолі великого війська він вторгся в Аттику, спустошив її і дійшов до Елевсина. Згідно з Плутархом, афінський стратег Перикл поспішив з армією до Елевсина, однак не наважився вступити в бій з сильною армією спартанців. Помітивши, що Плістоанакт в усьому слухається і підпорядковується ефору Клеандріду (батьку Гіліппа), Перикл підкупив їх обох хабаром у 10 талантів і вмовив відвести спартанську армію з-під Афін. За іншими даними, Плістоанакт вважався занадто юним, аби самостійно командувати військом. Є думки, що Перикл спокусив не стільки грошима, скільки вигідними мирними пропозиціями, які не підтвердив після відходу спартанського війська. Після того як військо відступило і було зрештою розпущено по домівках, спартанці наклали на царя величезний непідйомний штраф у 15 талантів, а Клеандріда засудили до смерті. Обидва вони втекли зі Спарти. Плістоанакт відрікся від престолу на користь свого сина-немовля Павсанія, регентом якого став Клеомен.

### У вигнанні
Плістоанакт оселився на кордоні Лакедемона і Аркадії на території святилища Зевса. Життя на території священного місця давало йому певні гарантії безпеки перед забобонними підданими. Поза Спартою він прожив 19 років. За допомогою брата, стратига Арістокла, він підкупив піфію Дельфійського оракула. Вона кілька разів недвозначно віщала спартанцям про необхідність повернення Плістоанакта із заслання: «З чужої землі слід у свою повернути насіння напівбога, Зевсового сина. Інакше прийдеться орати срібним плугом». Цар у спартанців вважався прямим нащадком Геракла і відповідно Зевса. Заняття сільським господарством було долею ілотів і було принизливим для спартіатів та інших справжніх спартанців.

### Повернення до Спарти
По поверненню на батьківщину Плістоанакта стали винуватити в усіх неприємностях в країні, які відбувалися під час його царювання, через його зраду під час Малої Пелопоннеської війни. Війна з Афінами продовжувалась, страждаючи від звинувачень і наклепів Плістоанакт вважав, що стане невразливим для ворогів у мирний час, тому посприяв укладенню перемир'я, так званого Нікієвого миру (грец. Νικίειος Ειρήνη).
Плістоанакт надалі скерував армією під час вдалої військової експедиції до Аркадії. Спартанцям вдалося зрити фортифікаційні споруди в Кіпселі та закріпити для племені паррасієв автономію від Мантінеї. Є свідчення, що під час цієї кампанії мав проблеми з братом Арістоклом, який не виконав накази царя.
Плістоанакт помер у 408 році до н. е. в Спарті, ймовірно, через природні причини. Йому наслідував його син Паавсаній.